# Rallus longirostris scottii
Rallus longirostris scottii is een ondersoort van de klapperral uit de familie van rallen. 

## Verspreiding
De soort komt voor aan de kust van Florida.